# Ozenay
Ozenay est une commune française située dans le département de Saône-et-Loire, en région Bourgogne-Franche-Comté.

## Géographie
La commune d'Ozenay, qui appartient au Tournugeois, à la lisière nord du Haut-Mâconnais, se compose du bourg et de sept hameaux.
Gratay est le plus important de ces hameaux. Viennent ensuite Corcelles et Chavy, Messey, La Montagnone – où ont été construites la mairie et l'école au milieu du XIXe siècle –, Outry et le Moulin-le-Coq.

### Climat
Pour des articles plus généraux, voir Climat de la Bourgogne-Franche-Comté et Climat de Saône-et-Loire.
En 2010, le climat de la commune est de type climat océanique dégradé des plaines du Centre et du Nord, selon une étude du Centre national de la recherche scientifique s'appuyant sur une série de données couvrant la période 1971-2000. En 2020, Météo-France publie une typologie des climats de la France métropolitaine dans laquelle la commune est exposée à un climat semi-continental et est dans la région climatique Bourgogne, vallée de la Saône, caractérisée par un bon ensoleillement (1 900 h/an), un été chaud (18,5 °C), un air sec au printemps et en été et des vents faibles.
Pour la période 1971-2000, la température annuelle moyenne est de 11,4 °C, avec une amplitude thermique annuelle de 18,1 °C. Le cumul annuel moyen de précipitations est de 877 mm, avec 11,3 jours de précipitations en janvier et 7,3 jours en juillet. Pour la période 1991-2020, la température moyenne annuelle observée sur la station météorologique de Météo-France la plus proche, « Romenay », sur la commune de Romenay à 18 km à vol d'oiseau, est de 11,8 °C et le cumul annuel moyen de précipitations est de 983,9 mm. 
La température maximale relevée sur cette station est de 40,7 °C, atteinte le 12 août 2003 ; la température minimale est de −19,5 °C, atteinte le 17 janvier 1985,,.
Les paramètres climatiques de la commune ont été estimés pour le milieu du siècle (2041-2070) selon différents scénarios d'émission de gaz à effet de serre à partir des nouvelles projections climatiques de référence DRIAS-2020. Ils sont consultables sur un site dédié publié par Météo-France en novembre 2022.

## Urbanisme

### Typologie
Au 1er janvier 2024, Ozenay est catégorisée commune rurale à habitat très dispersé, selon la nouvelle grille communale de densité à sept niveaux définie par l'Insee en 2022.
Elle est située hors unité urbaine. Par ailleurs la commune fait partie de l'aire d'attraction de Tournus, dont elle est une commune de la couronne,. Cette aire, qui regroupe 14 communes, est catégorisée dans les aires de moins de 50 000 habitants,.

### Occupation des sols
L'occupation des sols de la commune, telle qu'elle ressort de la base de données européenne d’occupation biophysique des sols Corine Land Cover (CLC), est marquée par l'importance des territoires agricoles (61,3 % en 2018), une proportion sensiblement équivalente à celle de 1990 (61,7 %). La répartition détaillée en 2018 est la suivante : forêts (38,7 %), zones agricoles hétérogènes (29,2 %), prairies (16,5 %), terres arables (11,1 %), cultures permanentes (4,6 %). L'évolution de l’occupation des sols de la commune et de ses infrastructures peut être observée sur les différentes représentations cartographiques du territoire : la carte de Cassini (XVIIIe siècle), la carte d'état-major (1820-1866) et les cartes ou photos aériennes de l'IGN pour la période actuelle (1950 à aujourd'hui).

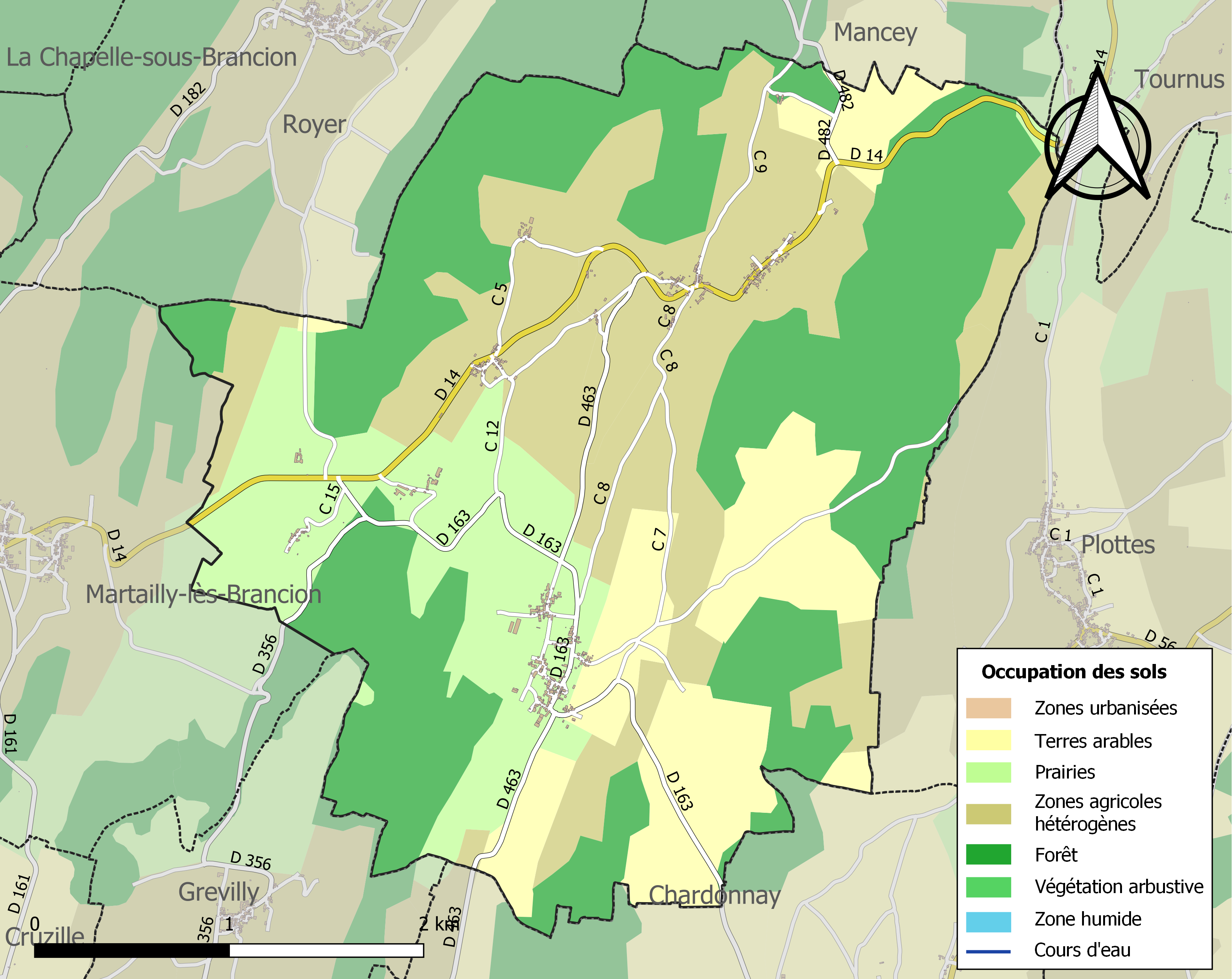
Carte des infrastructures et de l'occupation des sols de la commune en 2018 (CLC).

### Plan local d'urbanisme
L'urbanisme sur le territoire d'Ozenay est régi par un plan local d'urbanisme intercommunal (PLUi), document d’urbanisme dont le territoire d’effet n'est plus la commune mais l’intercommunalité du Mâconnais-Tournugeois, soit vingt-quatre communes membres.
Ce document stratégique traduit les principes d’aménagement du territoire et constitue un outil réglementaire fixant les règles de construction et d’occupation des sols applicables sur le territoire, d'où son contenu : un rapport de présentation retraçant le diagnostic du territoire, un projet d’aménagement et de développement durable (PADD) exposant la stratégie intercommunale, des orientations d’aménagement et de programmation (OAP) définissant les conditions d’aménagements de certains quartiers/ilots (cas particuliers), un règlement fixant les règles d’utilisation et de droit des sols ainsi que des annexes (plan de zonage, liste des servitudes, etc.).
Le PLUi du Mâconnais-Tournugeois, fruit d'un processus lancé par la communauté de communes en 2016, a été définitivement adopté par le conseil communautaire le 21 décembre 2023. Il est entré en vigueur le 12 mars 2024.

## Histoire
En 1581, Georges de Beauffremont, seigneur de Cruzille, obtint que cette seigneurie soit érigée en comté, « pour lui et ses hoirs mâles sans être sujet à la reversion au domaine et couronne en cas que ledit sieur de Beauffemont décédera sans enfants mâles ». Le comté comprenait Collonge, Sagy et Ouxy (sur l'actuelle commune de Cruzille) ainsi que Gratay, Cruzille, Grevilly et Ozenay.
À Gratay, à partir de 1917, a longtemps fonctionné une école de hameau.

## Politique et administration

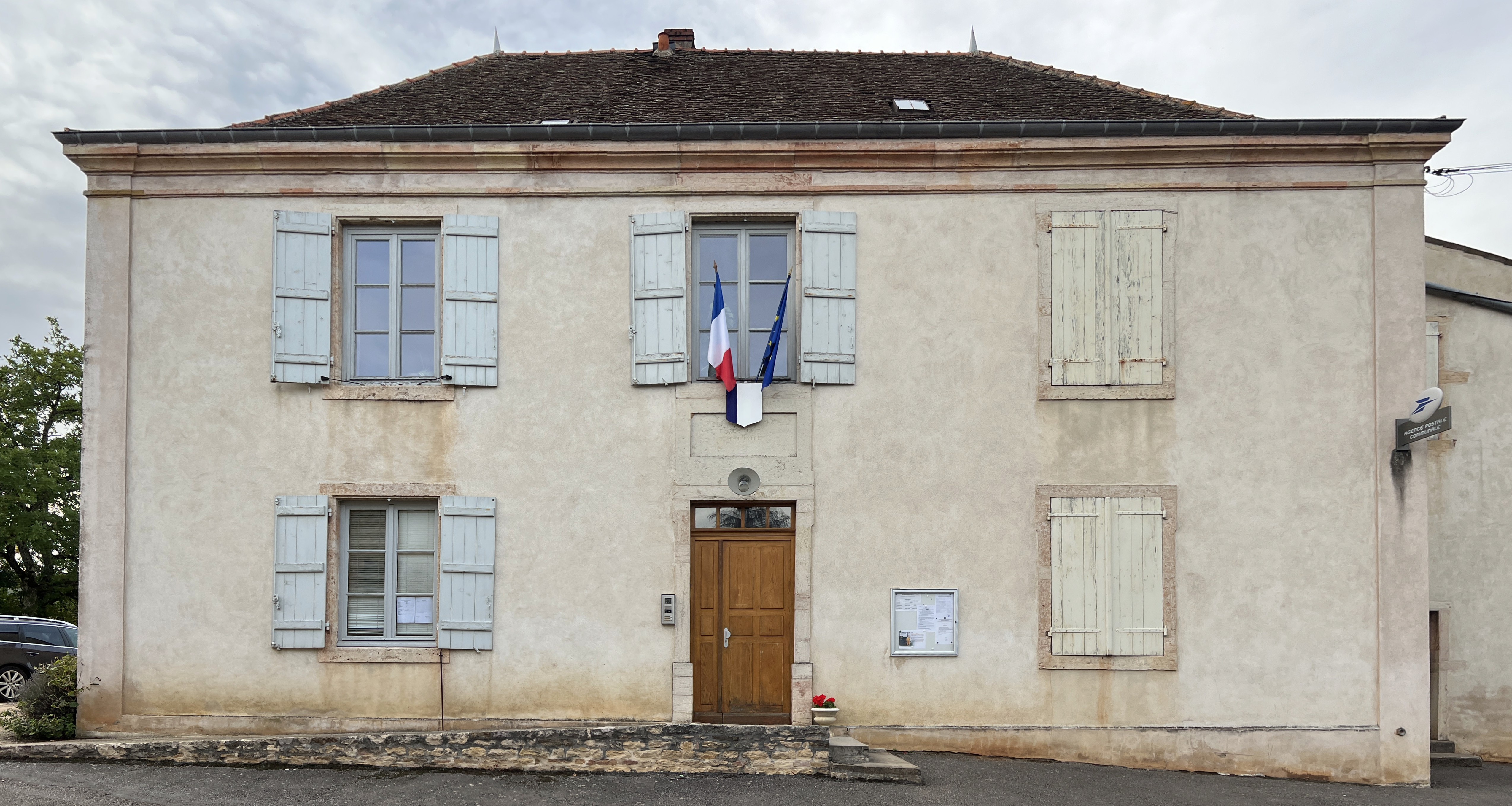
Mairie.

### Tendances politiques et résultats

#### Élections présidentielles
Le village d'Ozenay place en tête à l'issue du premier tour de l'élection présidentielle française de 2017, Marine Le Pen (RN) avec 25,52 % des suffrages. Mais lors du second tour, Emmanuel Macron (LaREM) est en tête avec 66,19 %.

#### Élections législatives
Le village d'Ozenay fait partie de la quatrième circonscription de Saône-et-Loire et place lors du 1er tour des élections législatives françaises de 2017 Catherine Gabrelle (LAREM) avec 34,02 % des suffrages. Mais lors du second tour, il s'agit de Cécile Untermaier (PS) qui arrivent à égalité avec 55,06 % des suffrages.
Lors du 1er tour des élections législatives françaises de 2022, Cécile Untermaier (PS), députée sortante, arrive en tête avec 54,10 % des suffrages comme lors du second tour, avec cette fois-ci, 68,18 % des suffrages.

#### Élections régionales
Le village d'Ozenay place la liste « Notre région par cœur », menée par Marie-Guite Dufay, présidente sortante (PS), en tête dès le 1er tour des élections régionales de 2021 en Bourgogne-Franche-Comté, avec 37,50 % des suffrages.
Lors du second tour, les habitants décident de placer de nouveau la liste de « Notre région par cœur » en tête, avec cette fois-ci, près de 54,95 % des suffrages. Devant les autres listes menées par Gilles Platret (LR) en seconde position avec 31,87 %, Julien Odoul (RN), troisième avec 7,69 % et en dernière position celle de Denis Thuriot (LaREM) avec 5,49 %. Il est important de souligner une abstention record lors de ces élections qui n'ont pas épargné le village de Ozenay avec lors du premier tour 60,49 % d'abstention et au second, 52,68 %.

#### Élections départementales
Le village d'Ozenay fait partie du canton de Tournus. Les électeurs de la ville placent le binôme de Jean-Claude Becousse (DVD) et Colette Beltjens (DVD), en tête, dès le 1er tour des élections départementales de 2021 en Saône-et-Loire avec 48,75 % des suffrages.
Mais lors du second tour de ces mêmes élections, les habitants décideront de placer le binôme Delphine Dugué (DVG) et Mickaël Maniez (DVG) en tête, avec cette fois-ci, près de 51,06 % des suffrages. Devant l'autre binôme menée par Jean-Claude Becousse (DVD) et Colette Beltjens (DVD) qui obtient 48,94 %. Cependant, il s'agit du binôme Jean-Claude Becousse (DVD) et Colette Beltjens (DVD) qui est élu, une fois les résultats centralisés. Il est important de souligner une abstention record lors de ces élections qui n'ont pas épargné le village de Ozenay avec lors du premier tour 60,49 % d'abstention et au second, 52,68 %.

### Liste des maires d'Ozenay
| Période                                  | Période  | Identité                         | Étiquette | Qualité                           |
| ---------------------------------------- | -------- | -------------------------------- | --------- | --------------------------------- |
| 1790                                     | 1791     | Claude Pichon                    |           |                                   |
| 1791                                     | 1808     | Philibert Gabuteau               |           |                                   |
| 1808                                     | 1820     | Antoine-Marie Barthelot d'Ozenay |           |                                   |
| 1820                                     | 1830     | Jean-Baptiste Agron              |           |                                   |
| 1830                                     | ?        | Gilbert Dumont                   |           |                                   |
| 1867                                     | 1871     | Claude Gabuteau                  |           |                                   |
| 1871                                     | 1878     | de Certeau d'Ozenay              |           |                                   |
| 1878                                     | 1884     | Antoine Mercier                  |           |                                   |
| 1884                                     | 1908     | Jean Gambut                      |           |                                   |
| 1908                                     | ?        | Jean-Baptiste Barraud            |           |                                   |
| 1949                                     | 1995     | Christian d'Ozenay               |           |                                   |
| juin 1995                                | 2020     | Jean-Claude Meunier              | DVD       |                                   |
| 2020                                     | En cours | Gilles Petit                     | DVG       | Retraité de l'éducation nationale |
| Les données manquantes sont à compléter. |          |                                  |           |                                   |

## Démographie
L'évolution du nombre d'habitants est connue à travers les recensements de la population effectués dans la commune depuis 1793. Pour les communes de moins de 10 000 habitants, une enquête de recensement portant sur toute la population est réalisée tous les cinq ans, les populations de référence des années intermédiaires étant quant à elles estimées par interpolation ou extrapolation. Pour la commune, le premier recensement exhaustif entrant dans le cadre du nouveau dispositif a été réalisé en 2007.

En 2022, la commune comptait 231 habitants, en évolution de +2,67 % par rapport à 2016 (Saône-et-Loire : −1,06 %, France hors Mayotte : +2,11 %).
| 1793 | 1800 | 1806 | 1821 | 1831 | 1836 | 1841 | 1846 | 1851 |
| ---- | ---- | ---- | ---- | ---- | ---- | ---- | ---- | ---- |
| 836  | 877  | 924  | 902  | 905  | 927  | 961  | 935  | 969  |

| 1856 | 1861 | 1866 | 1872 | 1876 | 1881 | 1886 | 1891 | 1896 |
| ---- | ---- | ---- | ---- | ---- | ---- | ---- | ---- | ---- |
| 901  | 885  | 942  | 905  | 929  | 807  | 648  | 567  | 502  |

| 1901 | 1906 | 1911 | 1921 | 1926 | 1931 | 1936 | 1946 | 1954 |
| ---- | ---- | ---- | ---- | ---- | ---- | ---- | ---- | ---- |
| 469  | 521  | 519  | 442  | 401  | 359  | 377  | 352  | 316  |

| 1962 | 1968 | 1975 | 1982 | 1990 | 1999 | 2006 | 2007 | 2012 |
| ---- | ---- | ---- | ---- | ---- | ---- | ---- | ---- | ---- |
| 310  | 302  | 277  | 266  | 244  | 224  | 219  | 218  | 227  |

| 2017 | 2022 | - | - | - | - | - | - | - |
| ---- | ---- | - | - | - | - | - | - | - |
| 219  | 231  | - | - | - | - | - | - | - |

## Culture locale et patrimoine

### Lieux et monuments

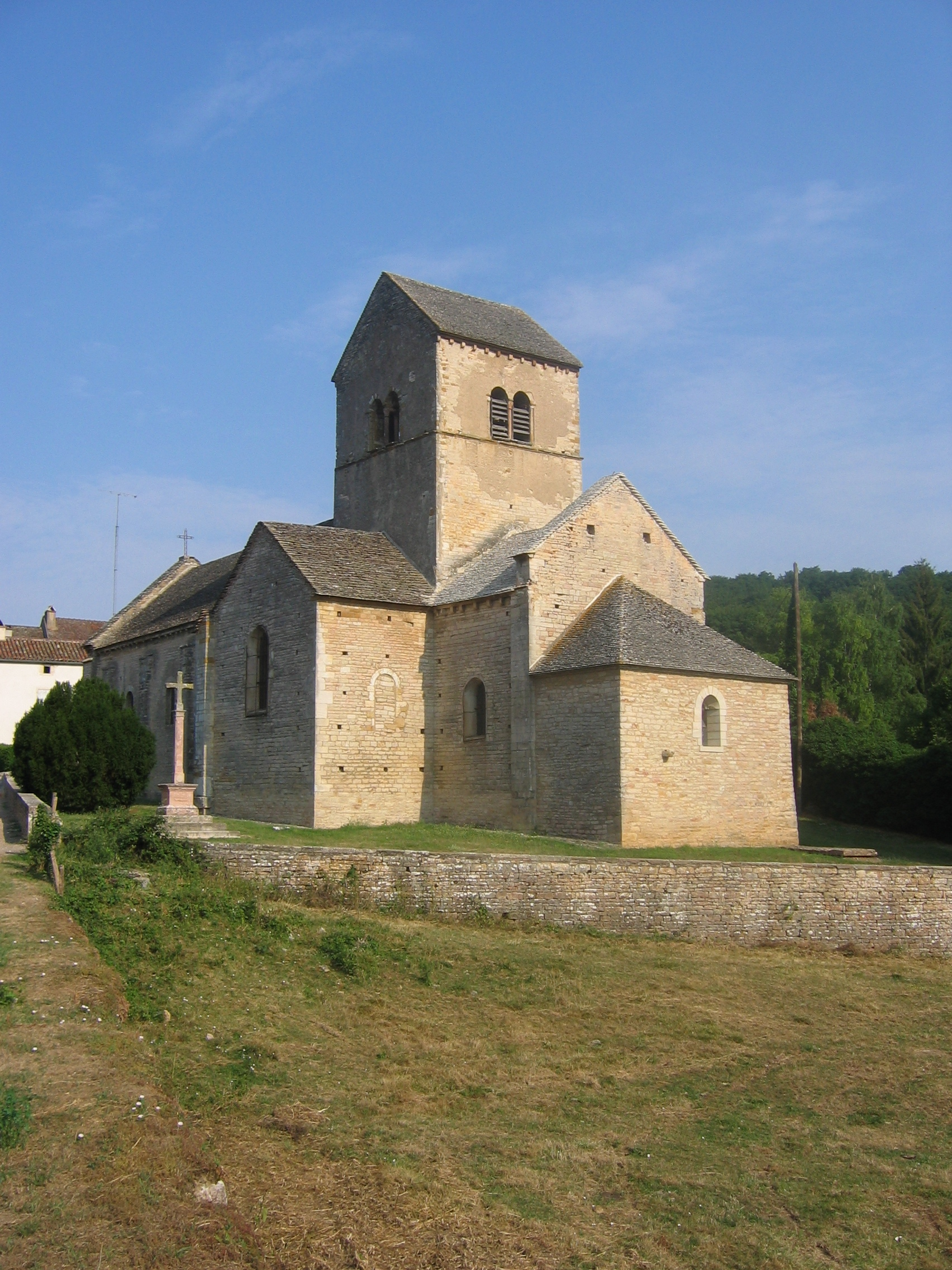
Église Saint-Gervais-et-Saint-Protais d'Ozenay.

Les trois principaux monuments du patrimoine architectural d'Ozenay sont :
- l'église romane Saint-Gervais-et-Saint-Protais, élevée au XIIe siècle ;
- le château d'Ozenay (XVe-XVIIe siècles) ;
- le château de Messey (XVIe siècle).

La « Table des huit hameaux » (stèle de pierre) a été inaugurée en l'an 2000 par tous les habitants de la commune d'Ozenay pour marquer l'entrée dans le nouveau millénaire.
Au hameau de Messey-sur-Natouse, dans une friche appelée « la Grande Bussière » : pierre couchée aux vertus miraculeuses, guérissant les enfants malades, chétifs ou rachitiques.

### Personnalités liées à la commune
- Le célèbre pionnier de l'aviation Gabriel Voisin, également constructeur d'automobiles, né le 5 février 1880 à Belleville, a vécu la fin de sa vie dans le moulin d'Ozenay jusqu'à sa mort le 25 décembre 1973, à l’âge de 93 ans. Gabriel Voisin repose au cimetière du Villars, près de Tournus.
- Louis Lenormand, ancien architecte en chef des Bâtiments de France en Saône-et-Loire (jusqu'en 1991), qui résida à Ozenay.
- Jean-Michel Gasquet, artiste peintre né en 1929, installé au hameau de Gratay[26].

## Pour approfondir